# Manoharachariella lignicola
Manoharachariella lignicola är en svampart som beskrevs av Bagyan., N.K. Rao & Kunwar 2009. Manoharachariella lignicola ingår i släktet Manoharachariella, klassen Dothideomycetes, divisionen sporsäcksvampar och riket svampar.   Inga underarter finns listade i Catalogue of Life.